# Xã Olive, Quận St. Joseph, Indiana
Xã Olive (tiếng Anh: Olive Township) là một xã thuộc quận St. Joseph, tiểu bang Indiana, Hoa Kỳ. Năm 2010, dân số của xã này là 4.704 người.